# Alessandrino (Roma)
Alessandrino è il ventitreesimo quartiere di Roma, indicato con Q. XXIII.
Prende il nome dall'acquedotto Alessandrino, opera dell'imperatore Alessandro Severo.

## Geografia fisica

### Territorio
Si trova nell'area est della città.
Il quartiere confina:
- a nord con la zona Z. VIII Tor Sapienza[1]
- a est con la zona Z. XII Torre Spaccata[2]
- a sud con il quartiere Q. XXIV Don Bosco[3]
- a ovest con il quartiere Q. XIX Prenestino-Centocelle[4]

## Storia
Nasce nel 1961 dalla trasformazione del soppresso suburbio Prenestino-Labicano, del quale rimangono alcune targhe stradali con la numerazione S. IV.
Durante l'occupazione tedesca di Roma, fu protagonista della Resistenza romana grazie alla banda del Gobbo del Quarticciolo che controllava il quartiere, rendendolo un nido di vespe per i tedeschi, alla stregua di Centocelle, Torpignattara, Quadraro e la borgata Gordiani.
Nel marzo del 2013, all'angolo fra la via Prenestina e via di Tor Tre Teste, durante uno scavo per la realizzazione di un nuovo edificio, è stata trovata una necropoli databile tra il I a.C. e gli inizi del II secolo d.C. affiancata ai basolati della antica via Prenestina.
La parte scoperta della strada è lunga 50 metri, larga 4 e con due marciapiedi larghi 2 che la separano da 22 mausolei: sul lato nord 11 a pianta quadrata, sul lato sud 10 a pianta quadrata e 1 pianta circolare. Sono state trovate anche 105 tombe a fossa e diverse olle con resti cinerari.

## Monumenti e luoghi d'interesse

### Architetture religiose

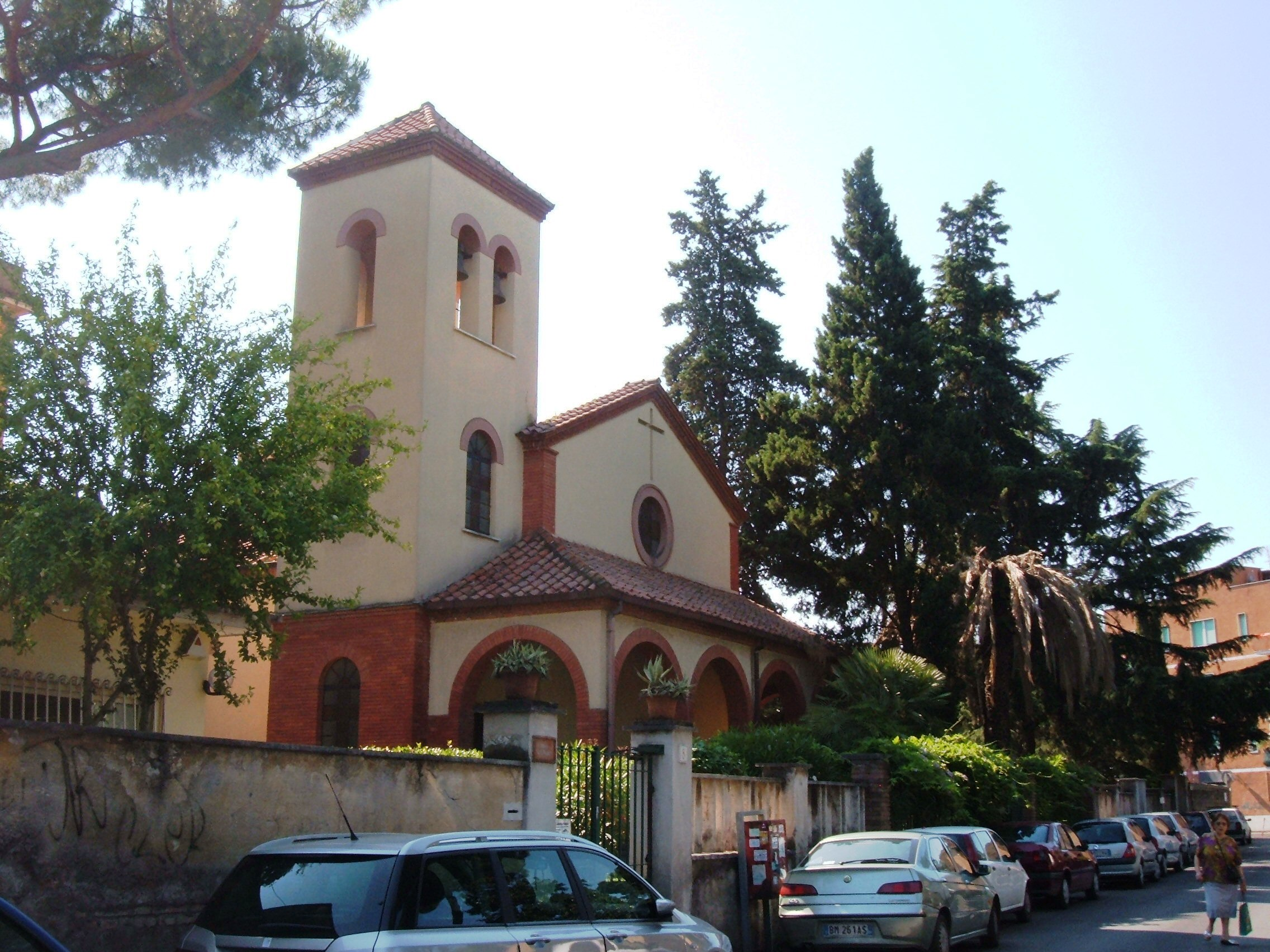
La chiesa cristiana evangelica battista di via delle Spighe

- Chiesa dell'Ascensione di Nostro Signore Gesù Cristo, sul largo Mola di Bari.
- Chiesa di San Giustino, su viale Alessandrino.
- Cappella delle Ancelle dell'Immacolata, su via del Grano.

Chiesa annessa all'istituto omonimo.
- Chiesa cristiana evangelica battista, su via delle Spighe.
- Chiesa di San Francesco di Sales, su viale Alessandrino.
- Chiesa di Santa Teresa, su viale Alessandrino.

Luogo sussidiario di culto della parrocchia di San Francesco di Sales.
- Chiesa di San Tommaso d'Aquino, su via Davide Campari.
- Chiesa di Dio Padre misericordioso, su largo Terzo Millennio.

### Siti archeologici

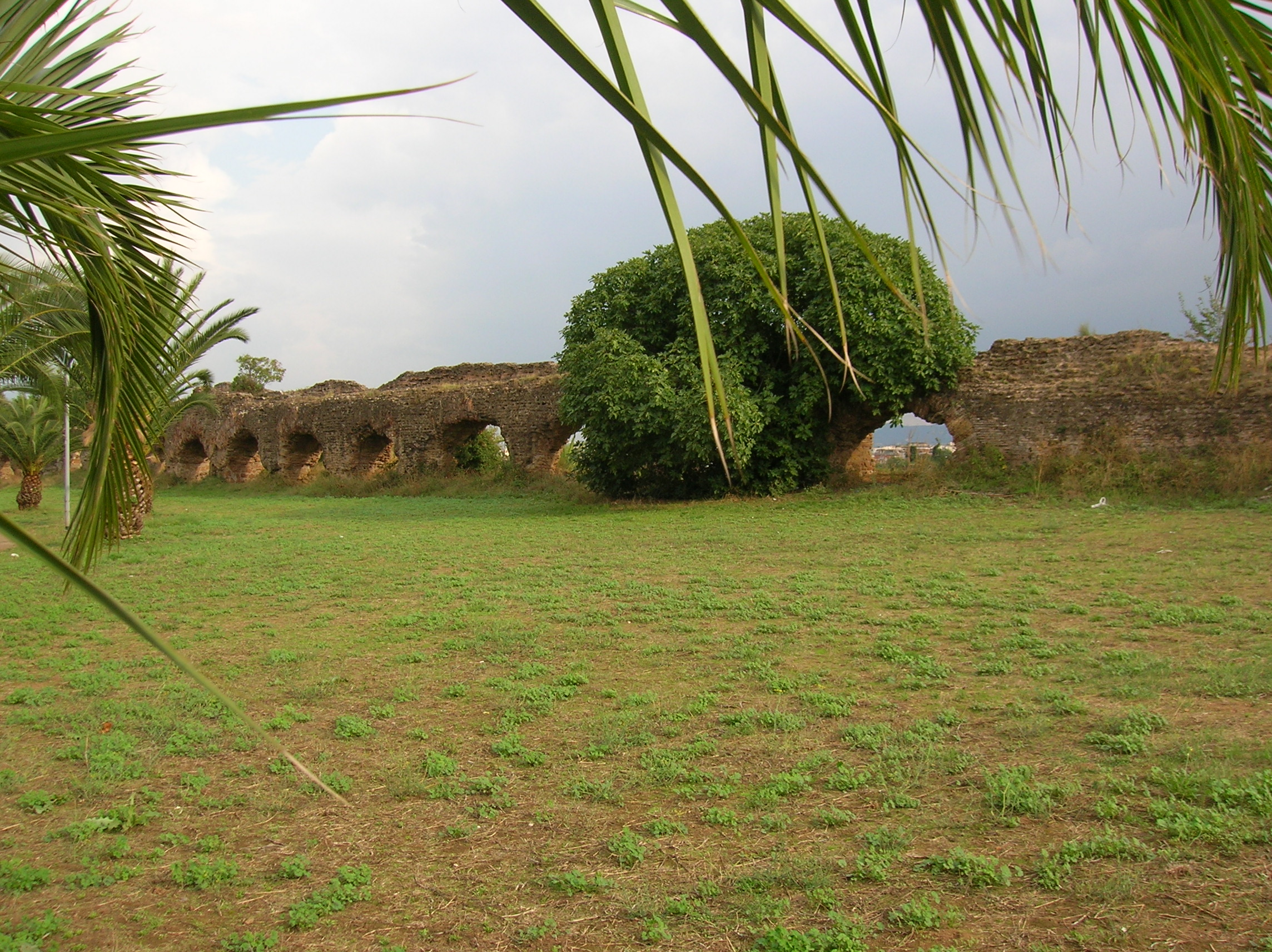
L'acquedotto nel parco Giovanni Palatucci

- Acquedotto alessandrino, acquedotto del III secolo (226).

### Aree naturali
Nel quartiere ci sono estese aree verdi, come il parco Giovanni Palatucci, detto anche parco di Tor Tre Teste, e il parco Davide Franceschetti.

## Teatri
- Teatro Biblioteca Quarticciolo, su via Castellaneta.

## Geografia antropica

### Urbanistica
Nel territorio dell'Alessandrino si estendono le zone urbanistiche 7B Alessandrina e 7E Tor Tre Teste (intera).
Fa inoltre parte del quartiere l'area urbana del Quarticciolo.

### La Città Alessandrina
Nel 2006 il comune di Roma ha aperto un bando per la progettazione e la realizzazione del Centro Culturale Integrato “Città Alessandrina” e per il nuovo assetto del Parco Alessandrino; nella Gazzetta Ufficiale n.84 del 20 luglio 2007 è stato pubblicato il protocollo d'intesa tra il Comune e l'Ordine degli Architetti. Il progetto, che dovrebbe coprire un'area di 2700 m², ha un costo stimato intorno ai 3500000,00 €.
Il progetto, del progettista Valeriano Ballini, aggiudicato dallo Studio B. Pardini - M. Trionfera, prevede spazi pubblici (parchi, verde pubblico e piazze), edifici pubblici (centri servizi polifunzionali) e aree per la cultura (centri culturali polifunzionali).

### Odonimia
Oltre alle quattro vie di confine del quartiere, via Prenestina, via Casilina, viale Palmiro Togliatti e via di Tor Tre Teste, e il viale Alessandrino che lo divide in due, sono presenti due aree tematiche ben distinte: una dedicata a cittadine della Puglia nell'area del Quarticciolo e l'altra a tema botanico, nella restante parte sud della zona urbanistica Alessandrina, fino a via Casilina.

## Infrastrutture e trasporti

### Strade
Il 21 settembre 2015 è stata inaugurata la nuova tratta stradale Prenestina bis, che collega questo quartiere dalla via Prenestina dal tratto fra via Candiani e via Trani, con la zona di Tor Sapienza, sempre sulla via Prenestina, all'altezza di via Longoni. Con delibera del Consiglio Comunale n. 86 del 27 maggio 2016, il viale è stato dedicato a Enzo Ferrari.